# Apistoneura
Apistoneura là một chi bướm đêm thuộc họ Gracillariidae.

## Các loài
- Apistoneura psarochroma Vári, 1961